# Tamotsu Asakura
Tamotsu Asakura (朝倉 保 Asakura Tamotsu?) fue un futbolista japonés que se desempeñaba como centrocampista.
Asakura fue elegido para integrar la selección nacional de Japón para los Juegos del Lejano Oriente de 1927. En 1927, Asakura jugó 2 veces para la selección de fútbol de Japón.

## Trayectoria

### Clubes
| Club                  | País  | Año  |
| --------------------- | ----- | ---- |
| Universidad de Waseda | Japón | ???? |

### Selección nacional
| Selección | País  | Año  |
| --------- | ----- | ---- |
| Absoluta  | Japón | 1927 |

## Estadística de equipo nacional
| Selección de Japón | Selección de Japón | Selección de Japón |
| Año                | Part.              | Goles              |
| ------------------ | ------------------ | ------------------ |
| 1927               | 2                  | 0                  |
| Total              | 2                  | 0                  |